# Madeleine Radelle
Madeleine Radelle is een figuur in de roman De Graaf van Monte Cristo (1844) van Alexandre Dumas.
De bijnaam van Madeleine is "la Carconte". Madeleine is afkomstig uit het plaatsje Carconte, een dorpje tussen Salon-de-Provence en Lambesc. La Carconte is een ziekelijke vrouw die lijdt aan malaria. Zij is de vrouw van Gaspard Caderousse met wie zij samen de herberg nabij Beaucaire runt. La Carconte is degene die Abbé Busoni niet vertrouwt maar 180 graden draait wanneer zij de grote diamant ziet. La Carconte wordt door haar man doodgeschoten.